# Juan Pablo Asanza
Juan Pablo Asanza Colmont es un actor ecuatoriano, que se ha desenvuelto en el teatro, cine y televisión. Ha sido parte de varias producciones de TC Televisión, también productor y protagonista de la película Entre sombras: averno.

## Primeros años y formación
Nació en Guayaquil, Ecuador, Juan Pablo Asanza es el tercero de cuatro hermanos y sus padres son Orlando Asanza y Carola Colmont.
Desde temprana edad se interesó por el teatro al ver escenas de besos donde curiosamente se preguntaba que tan preparados tenían que estar los actores para realizarlas. Durante su etapa colegial ingresa a la escuela de teatro Arteamérica, donde inició en el teatro clásico.
Estudió durante tres años en el Centro Cultural Ricardo Rojas en Buenos Aires, Argentina. Luego de regresar al Ecuador, ingresó a la Facultad de Comunicación Social de la Universidad de Guayaquil, donde obtuvo el título de licenciado en comunicación social.
En 2015 realizó talleres teatrales sobre la técnica Meisner a cargo del español Iñaki Moreno.

## Carrera
En octubre de 2012 y también en mayo de 2013 interpretó a un hombre de orientación bisexual llamado John en la obra Cock del británico Mike Bertlett, bajo la dirección de Carlos A. Ycaza. Dicho papel fue todo un reto para Juan Pablo, quien decidió romper los esquemas. También fue productor de la obra y participó junto a los actores Luciana Grassi, Ricardo Velasteguí y Luis Secaira.
Ha realizado stand-up con las obras Martirimonio y Común y Corriente, y con Ycaza ha realizado la obra Zoológico de Cristal en el Teatro Centro de Arte y la obra Camino real en el Teatro Sánchez Aguilar. Su última obra realizada en 2013 junto a Carlos Ycaza fue Traición.
En 2015 luego de dos años de ausencia en la escena teatral, realiza Carpe diem, un monólogo de 15 minutos presentado en el microteatro de la Casa Lavayen del Parque Histórico de Guayaquil. En el monólogo se llama Leo, un hombre atormentado por sus demonios y reflexiona profúndamente sobre el sentido de la vida.
Trabajó durante el 2015 como productor ejecutivo de la película Entre sombras: averno, del director y guionista Xavier Bustamante Ruíz, largometraje que decidió financiar a través de lo que se conoce como cine de cooperativa, donde equipo técnico y de actuación colaboran con lo que esté a su alcance por el bien del rodaje. En la cinta interpretó a Carlos Viteri, junto a los actores Marlon Pantaleón, Carlos Valencia, Daniela Vallejo, Henry Layana, Felipe Crespo, entre otros, y fue estrenada en 2016.